# Bad Schussenried
Bad Schussenried – miasto uzdrowiskowe w Niemczech, w kraju związkowym Badenia-Wirtembergia, w rejencji Tybinga, w regionie Donau-Iller, w powiecie Biberach, siedziba wspólnoty administracyjnej Bad Schussenried. Leży w Górnej Szwabii, ok. 15 km na południowy zachód od Biberach an der Riß.

## Zabytki
- klasztor Schussenried, założony w 1183 roku, przebudowany w XVIII wieku. Zachowane cenne barokowe wnętrza.
- kościół pielgrzymkowy pw. św. Piotra i Pawła (St. Peter und Paul) w dzielnicy Steinhausen, wybudowany według projektu Dominikusa Zimmermanna. Arcydzieło niemieckiego rokoko.

## Galeria

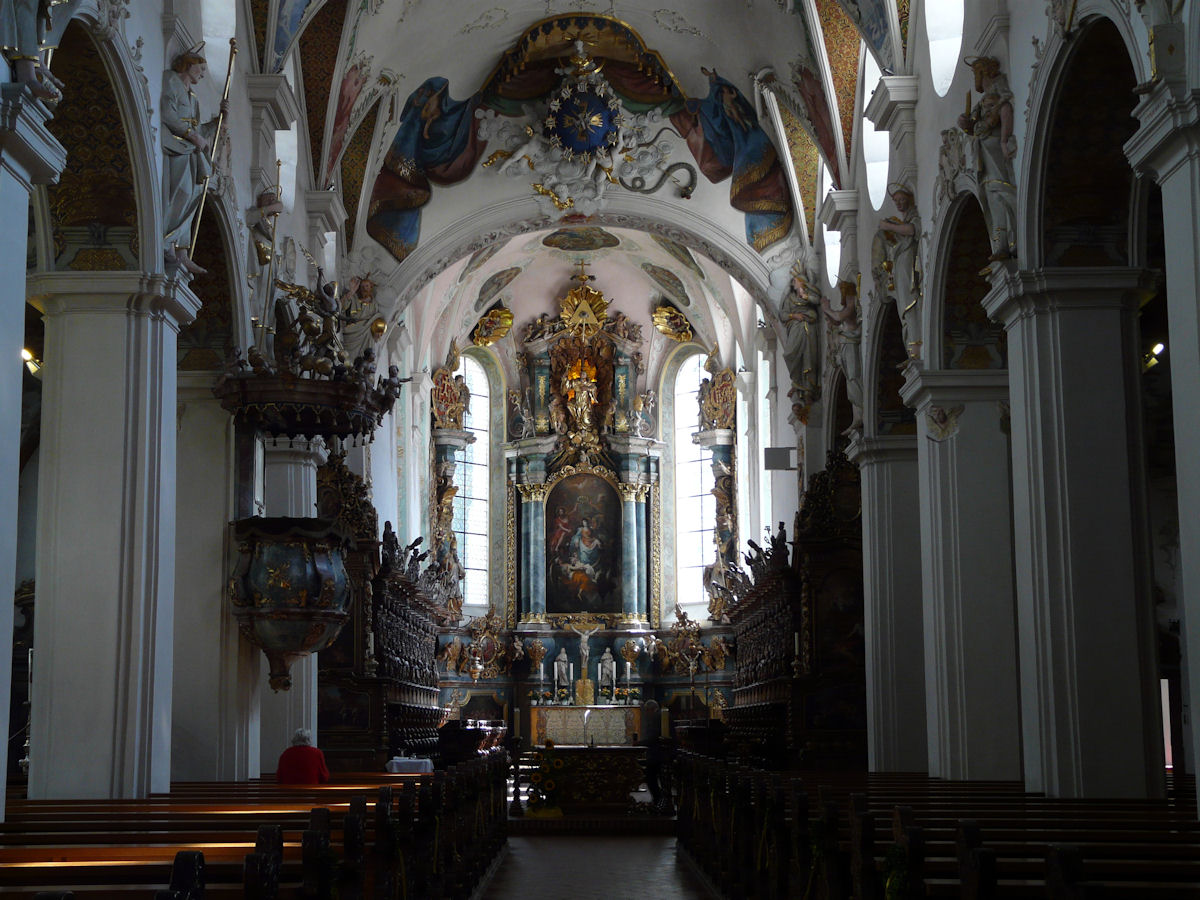
Klasztor Schussenried, wnętrze kościoła
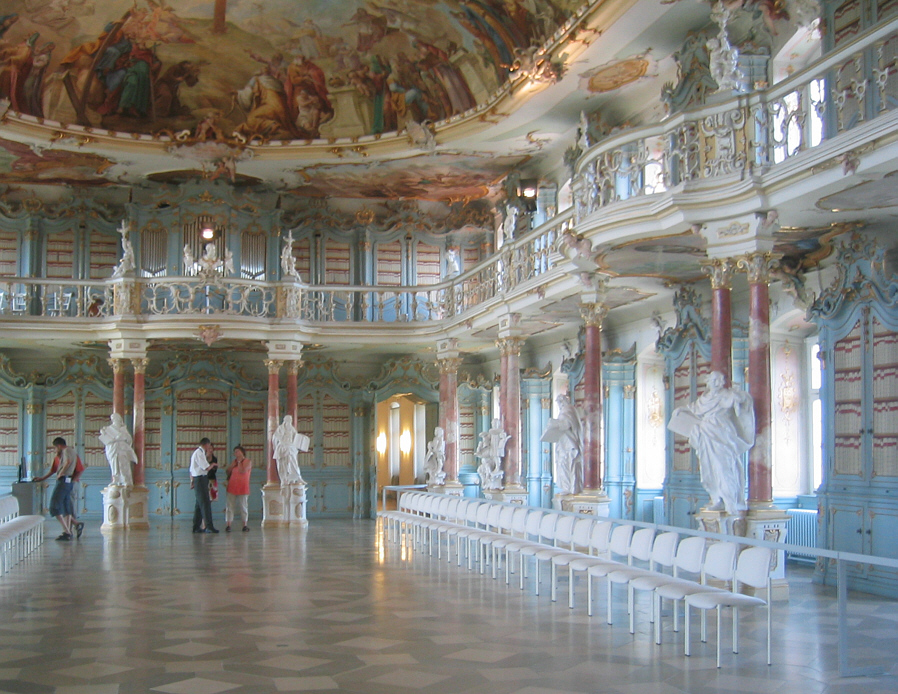
Klasztor Schussenried, biblioteka
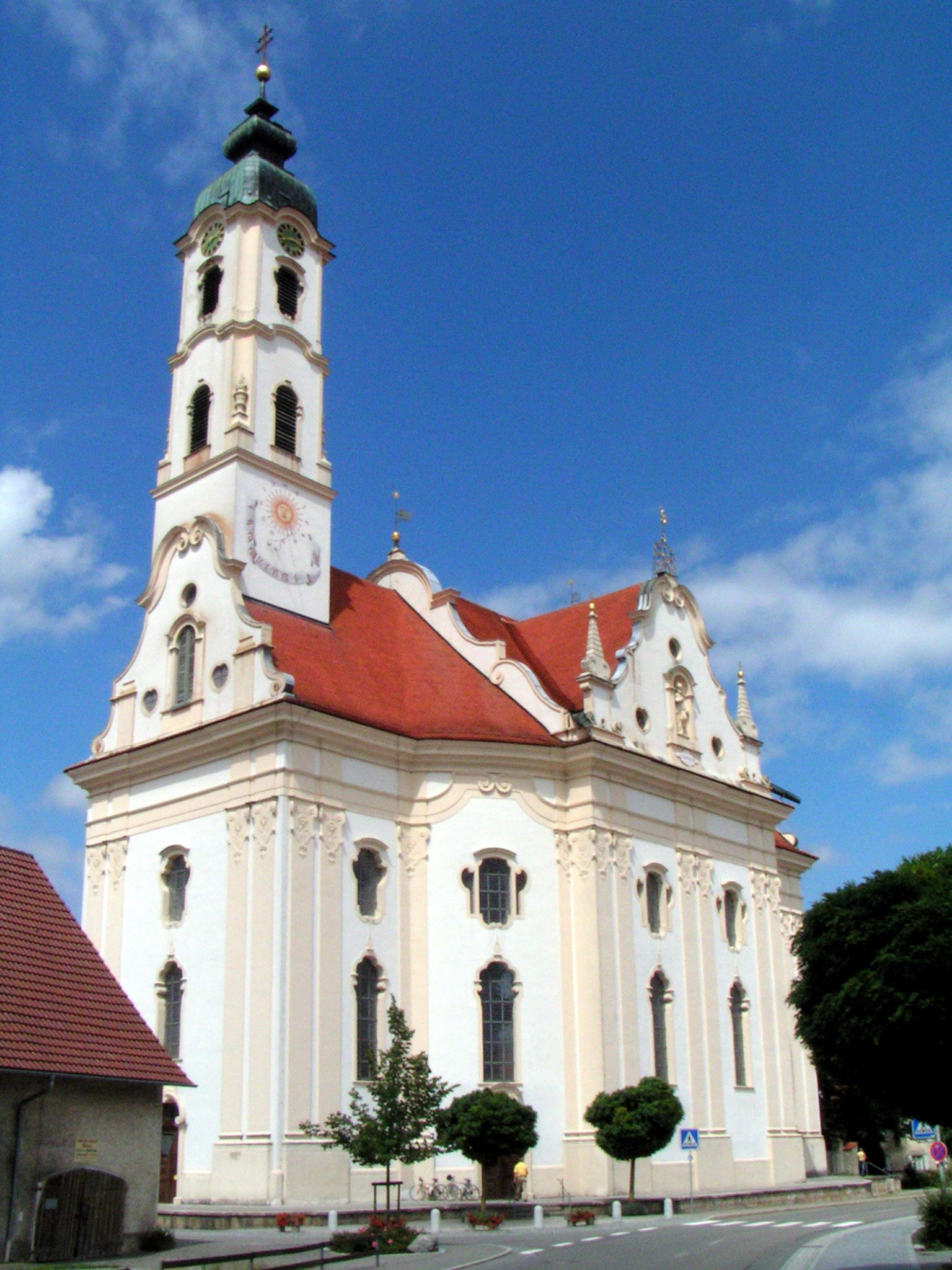
Kościół pielgrzymkowy w Steinhausen
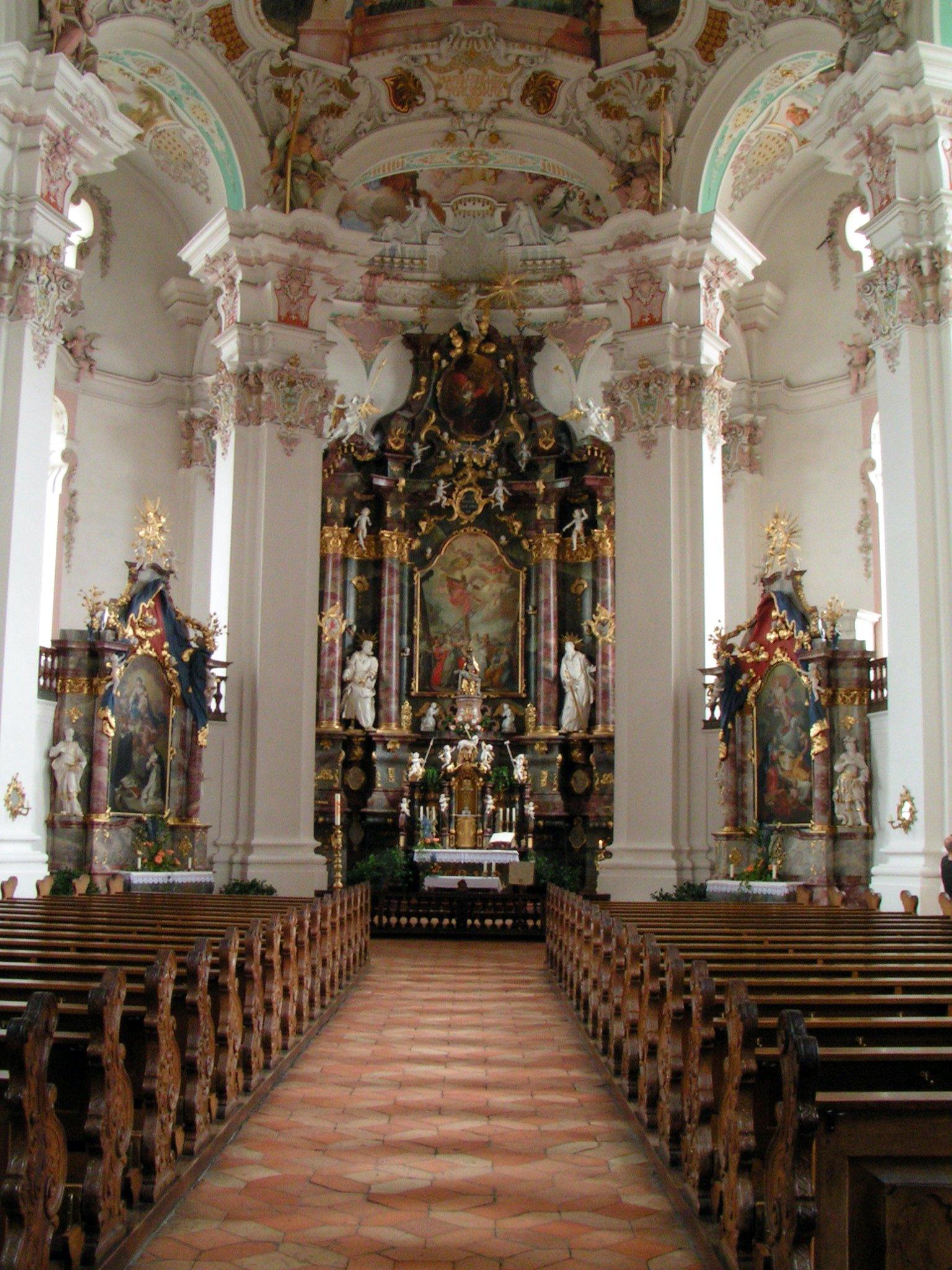
Kościół pielgrzymkowy w Steinhausen, wnętrze